# Mölme

Söhlde im Landkreis Hildesheim, Niedersachsen

Der Ortsteil Mölme liegt im Nordwesten der Gemeinde Söhlde an der L477 im Nordosten des Landkreises Hildesheim in Niedersachsen. Mit seinen 133 Einwohnern ist Mölme nach Steinbrück der einwohnerschwächste Ortsteil der Gemeinde.

## Geschichte
Frühe Ortsbezeichnungen für Mölme waren Muilnem (um 1260) oder auch Molnem (1264) sie änderte sich im Laufe der Zeit noch einige Male. Es wird am 21. August 1260 erstmals Mölme genannt, als Bischof Johann I dem Kloster Loccum 20 Hufen Land der Mölmer Feldmark übertrug. Die Loccumer Zisterzienser hatten die vormaligen Besitzer durch Geldzahlungen abgefunden. Die Bauern der auf diesem Gelände befindlichen Höfe mussten fortan ihre Abgaben an das Kloster entrichten. In den folgenden Jahren kauften die Mönche weitere Ländereien hinzu. Durch eine Stiftsfehde kam dieses Gebiet für 120 Jahre unter die Braunschweiger Landeshoheit. Als die Reformation 1542 in Hoheneggelsen eingeführt wurde, nahmen die Einwohner von Mölme das evangelische Bekenntnis an.
Mit der Gebietsreform verlor Mölme am 1. März 1974 seine Eigenständigkeit und wurde ein Teil der neuen Einheitsgemeinde Söhlde. Mölme feierte im Jahr 2010 sein 750-jähriges Bestehen.

### Erdölförderung
1935 stieß man in der Mölmer Feldmark in geringer Tiefe auf Erdöl. Die Gewerkschaft Elwerath (heute BEB Erdgas und Erdöl) förderte mit bis zu 50 Ölpumpen, jedoch erschöpfte sich das Vorkommen und die Förderung wurde 1959 eingestellt. Zur Erinnerung an dieses Kapitel der Mölmer Geschichte trägt der Ort drei Bohrtürme auf silbernem Grund im rechten Teil des Wappens. Zum fünfzigsten Jahrestag der Erdölförderung im Jahre 1984 wurden ein Gedenkstein und eine ausgediente Erdölförderpumpe dem Ort gespendet, die man in der Kohlengasse als Industrie-Denkmal besichtigen kann.
Zur Erinnerung zeigt das geteilte Wappen der Gemeinde Mölme im linken Feld Getreidegarben und im rechten Teil Bilder von Bohrtürmen.

## Politik

### Ortsrat
Mit der Kommunalwahl vom 11. September 2016 wurde in Mölme erstmals ein Ortsrat gewählt. Gemäß der Satzung der Gemeinde Söhlde besteht dieser aus fünf Mitgliedern. Bei den Kommunalwahlen 2021 entfielen alle Mandate auf die „Wählergruppe Mölme“. In der konstituierenden Sitzung des Ortsrats am 9. November 2021 wurde Michaela Weidner zur Ortsbürgermeisterin gewählt. Im Mai 2022 legten jedoch die vier weiteren Ratsmitglieder ihr Mandat gleichzeitig nieder, sodass der Ortsrat trotz eines Nachrückmandats handlungsunfähig wurde. Eine Neuwahl am 4. Dezember 2022 ermöglichte den Fortbestand des Ortsrats. Fünf Mandate entfielen bei der Wahl auf die neugegründete „Wählergruppe Mölme“.

## Sehenswürdigkeiten
- Dorfkern an der Kohlengasse mit Kapelle, der Heimatstube, dem Löschwasserteich und dem Ehrenmal
- Reste der Betriebsanlage der Brigitta Elwerath am nordöstlichen Dorfrand und eine Erdölpumpe als Denkmal in der Kohlengasse

## Vereine und Verbände
- Freiwillige Feuerwehr seit 1925
- Junggesellen seit 1961
- Heimatbund seit 1983
- Sportverein seit 1987